# Marek Ujlaky (calciatore 2003)
Marek Ujlaky (Trnava, 3 dicembre 2003) è un calciatore slovacco, difensore dello Spartak Trnava.

## Biografia
È figlio di Marek Ujlaky, storico calciatore di Spartak Trnava e nazionale slovacca.

## Carriera

### Club
Ujlaky è cresciuto nel settore giovanile dello Spartak Trnava ed ha debuttato in prima squadra il 10 aprile 2021 nell'incontro di Superliga vinto 3-0 contro il ViOn Z.M.. Ha segnato il suo primo gol il 14 aprile 2024, nella trasferta vinta 2-0 contro il Podbrezová.

### Nazionale
Ha giocato nelle nazionali giovanili slovacca Under-19, Under-20 ed Under-21.
Nel 2023 è stato selezionato dalla Slovacchia Under-20 per disputare il Campionato mondiale di calcio Under-20 2023.

## Statistiche

### Presenze e reti nei club
Statistiche aggiornate al 9 novembre 2024.
| Stagione              | Squadra               | Campionato            | Campionato | Campionato | Coppe nazionali | Coppe nazionali | Coppe nazionali | Coppe continentali | Coppe continentali | Coppe continentali | Altre coppe | Altre coppe | Altre coppe | Totale | Totale | Totale |
| Stagione              | Squadra               | Comp                  | Pres       | Reti       | Comp            | Pres            | Reti            | Comp               | Pres               | Reti               | Comp        | Pres        | Reti        | Pres   | Reti   |        |
| --------------------- | --------------------- | --------------------- | ---------- | ---------- | --------------- | --------------- | --------------- | ------------------ | ------------------ | ------------------ | ----------- | ----------- | ----------- | ------ | ------ | ------ |
| 2020-2021             | Spartak Trnava        | SL                    | 1          | 0          | CS              | 0               | 0               | -                  | -                  | -                  | -           | -           | -           | 1      | 0      |        |
| 2021-2022             | Spartak Trnava        | SL                    | 1          | 0          | CS              | 2               | 0               | -                  | -                  | -                  | -           | -           | -           | 3      | 0      |        |
| 2022-2023             | Spartak Trnava        | SL                    | 6          | 0          | CS              | 1               | 0               | UECL               | 1                  | 0                  | -           | -           | -           | 8      | 0      |        |
| 2023-2024             | Spartak Trnava        | SL                    | 9          | 1          | CS              | 0               | 0               | UECL               | 4                  | 0                  | -           | -           | -           | 13     | 1      |        |
| 2023-2024             | Malženice             | 1L                    | 16         | 1          | CS              | 0               | 0               | -                  | -                  | -                  | -           | -           | -           | 16     | 1      |        |
| 2024-2025             | Spartak Trnava        | SL                    | 12         | 0          | CS              | 0               | 0               | UECL               | 3                  | 0                  | -           | -           | -           | 15     | 0      |        |
| Totale Spartak Trnava | Totale Spartak Trnava | Totale Spartak Trnava | 29         | 1          |                 | 3               | 0               |                    | 8                  | 0                  |             | -           | -           | 39     | 1      |        |
| Totale carriera       | Totale carriera       | Totale carriera       | 45         | 2          |                 | 3               | 0               |                    | 8                  | 0                  |             | -           | -           | 55     | 2      |        |

## Palmarès

### Club

#### Competizioni nazionali
- Slovenský Pohár: 3

Spartak Trnava: 2021-2022, 2022-2023, 2024-2025